# Hansahochhaus
Hansahochhaus är Tysklands första höghus, ritat av arkitekten Jacob Koerfer 1925 i Köln. Med sina 17 våningar var det under kort tid det högsta höghuset i Europa.
Den första Saturn-marknaden öppnades 1962 av makarna Waffenschmidt i Köln. Den första butiken var i Hansahochhaus.